# Terroir
Terroir (fr. tlo, zemlja, izgovor:  [tɛʁwaʁ]) izraz kojim se primjerice kod vina ističe dobar okus i miris rodnog kraja grožđa u kojem je ono proizvedeno. Iako je osnova riječi za taj vinogradarsko-vinarski termin tlo, terroir obuhvaća i mikroklimatske čimbenike, te ekspoziciju, insolaciju i inklinaciju, i u pravilu je neponovljiv, odnosno on je jedinstven-unikatan. Vinogradarski položaji na kojima se proizvodi grožđe s naglašenim terroirom na posebnoj su cijeni. Bitni elementi terroira su tlo, klima i čovjek (lokalna kultura).
Terroir predstavlja cijela kombinacija različitih čimbenika i osobina koji određuje sortna svojstva proizvoda kao što su teren, značajke tla, ruže vjetra, prisutnost šuma, masiva, vodnih tijela (jezera, rijeke), insolacija (ozračivanje prostora i površine sunčevim zrakama), flore i faune. Govoreći o terroiru, najčešće se misli na vino, ali može biti i kava, čaj, sir i maslinovo ulje. Terroirni proizvod je onaj koji se proizvodi od sirovina uzgojenih u određenom području i strogo kontroliranih uvjeta. Česta je površna definicija terroira sastavom tla i klimatskim uvjetima, pri čemu se povremeno ne razlikuju opći klimatski uvjeti, mezoklimatski uvjeti i mikroklimatski uvjeti. Zapostavljeni bitni element je kultura ljudi koji uzgajaju grožđe i proizvode vino, njihovi običaji i namjere u proizvodnji vina, zbog čega vinski znanci terroir izdižu na razinu filozofije pa je i to razlog zašto se nastanak koncept terroira datira u vrlo davna vremena. U davnoj prošlosti, još prije više od šest tisuća godina, vinari su uočili da se isti terroir ne smije koristiti za sve sorte grožđa, u suprotnom kakvoća grožđa bit će niska što sve utječe na (ne)povoljan okus pića. Do spoznaje se došlo metodom pokušaja i pogreške. Vremenom su stručnjaci su postupno prepoznavali i identificirali područja koja su najprikladnija za određenu sortu grožđa. Iz svega je nastao koncept terroira. Koncept terroira funkcionirao je još u antičkoj Grčkoj i Rimu i u staroj Gruziji. Naime, grčke i rimske luke u kojima se trgovalo vinom imale su jasan koncept razloga zašto se proizvodi baš ovo ili ono vino, kakva je svrha tog vina u pojedinoj zajednici i kakva je njegova ekonomska i kulturna vrijednost. Iz toga se izvlači zaključak da je onodobnim zajednicama vino bilo bitan dio života određene zajednice, koja se prema njemu odnosila s velikom pažnjom.
Vremenom je koncept postao osnova za klasifikaciju europskih vina. Pojam terroira u povijesti se prvi put javlja u vinarstvu. Francuski vinari pod tim pojmom podrazumijevaju karakteristike i uvjete jedne parcele na kojoj se uzgaja vinova loza.  Premda je koncept terroira bio jasan još u starom vijeku, načelno se smatra da je koncept terroira izmišljen u Francuskoj, recimo u Burgundiji, u kasnom srednjem vijeku.
U najvažnije hrvatske terroire spadaju Dingač (autentični hrvatski grand cru) i Kutjevo. O njima je monografije napisao najvažniji hrvatski vinski znanstvenik Nikola Mirošević. U hrvatskoj je najvažniji terroir prije svega Podunavlje s Ilokom. Slijedi Baranja, pa srednja Slavonija s Kutjevom, koji je Kutjevo je vjerojatno najstariji hrvatski terroir, s tim da su se običaji proizvodnje vina u Kutjevu mijenjali. Za povijest hrvatskog vinarstva bitno je razlikovati mediteransku Hrvatsku i sjevernu Hrvatsku. Zbog nerazvijenog feudalizma u mediteranskoj Hrvatskoj uglavnom nije bilo organizirane proizvodnje vina, nego ga se proizvodilo u konobama, za kućnu, obiteljsku uporabu, posljedica čega je da o komercijalnoj, bar donekle profesionaliziranoj proizvodnji i o ikakvom konceptu terroira ne može se govoriti barem ne do 19. stoljeća. Suprotna je situacija u sjevernoj Hrvatskoj, gdje je znatno ranije nastao koncept terroira zato što je bila bila feudalna po ekonomskom sustavu, odnosno vino se proizvodilo organizirano, u komercijalne svrhe, u dvorcima i na drugim velikim imanjima. Razni terroiri u sjevernoj Hrvatskoj nastajali su prije puno stoljeća. Tu su Kutjevo, tj. cisterciti koji su ondje počeli proizvoditi vino u 13. stoljeću, pa Belje i Ilok. Veliki potencijal kao terroir za sebe ima Moslavina (sa svojim škrletima i dr.), Međimurje. Kao kandidat koji se može afirmirati kao terroir tu je Plešivica. Istra ima nekoliko terroira podosta međusobno različitih terroira. Hrvatski otoci su svaki za sebe posebni terroir, jer jer svaki otok je različita ekološka pa i kulturalna cjelina, a najvažniji su terroir otoka Hvara, Brača i Korčule.

## Vanjske poveznice
- Godišnji Vinski izvještaj 2019/2020 Hrvatski terroiri - godišnje izdanje Kulta Plave kamenice o hrvatskoj vinskoj industriji